# Santa Teresa (Jalisco)
Santa Teresa es una localidad del estado mexicano de Jalisco. Es parte del municipio de Tequila.

## Toponimia
El nombre «Santa Teresa» hace referencia a la santa patrona de la localidad: Teresa de Ávila.

## Demografía
| Gráfica de evolución demográfica |
|                                  |

| Censo | Población |
| ----- | --------- |
| 1900  | 240       |
| 1910  | 364       |
| 1921  | 597       |
| 1930  | 430       |
| 1940  | 447       |
| 1950  | 422       |
| 1960  | 483       |
| 1970  | 619       |
| 1980  | 744       |
| 1990  | 899       |
| 2000  | 1 196     |
| 2010  | 1 360     |
| 2020  | 1 466     |